# 坪上镇 (镇雄县)
坪上镇，是中华人民共和国云南省昭通市镇雄县下辖的一个乡镇级行政单位。
2012年8月30日，云南省人民政府批复同意撤销坪上乡，设立坪上镇。

## 行政区划
坪上镇下辖以下地区：
坪上村、大地村、老场村、屯上村、河坝村和红岩村。